# Pułkowo
Pułkowo (ros. Пу́лково) – miejscowość w Rosji, położona na południe od Petersburga. Pierwsze wzmianki o wsi pojawiają się na przełomie XV i XVI wieku. W XVIII wieku za panowania Piotra Wielkiego wybudowano na stoku góry Pułkowo drewniany, letni pałacyk dla jego żony, Katarzyny I. W drugiej połowie tego wieku otwarto trakt Petersburg – Carskie Sioło, który przyczynił się do szybszego rozwoju Pułkowa. W 1839 roku otwarto obserwatorium astronomiczne, zniszczone podczas II wojny światowej i odbudowane w latach 50. W 1956 roku wieś dostała prawa miejskie, a już dwa lata później włączono ją do granic Leningradi. W okolicy Pułkowa znajduje się lotnisko obsługujące Petersburg.